# 斯特朗凯勒
斯特朗凯勒（法語：Strenquels，法語發音：[stʁɛ̃kɛl]）是法国洛特省的一个市镇，属于古尔东区。 

## 地理
斯特朗凯勒（44°59'5"N, 1°38'15"E）面积9.01 平方千米，位于法国奧克西塔尼大區洛特省，该省份为法国西南部内陆省份，北起顺时针与科雷兹省、康塔爾省、阿韦龙省、塔恩-加龙省、洛特-加龍省和多尔多涅省接壤。
与斯特朗凯勒接壤的市镇（或旧市镇、城区）包括：孔达、马尔泰勒、圣但尼莱马尔泰勒、圣米歇尔-德巴尼耶尔、凯尔西地区勒维尼翁。

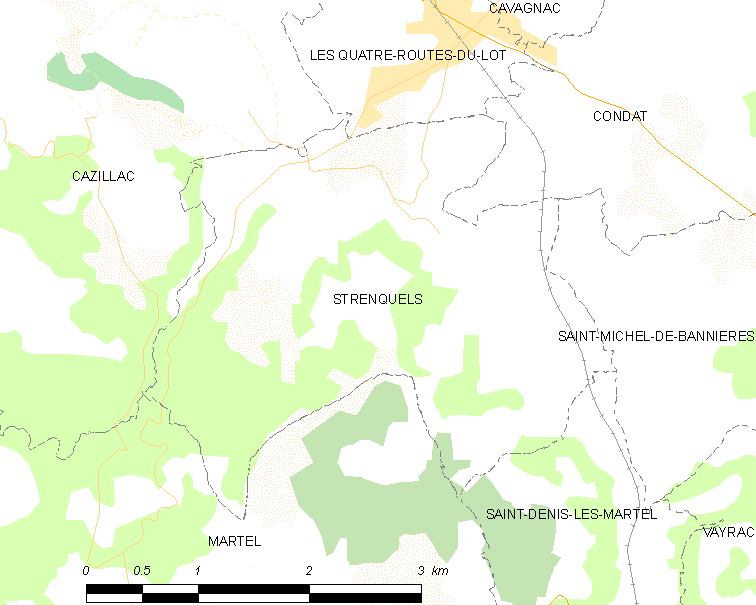
斯特朗凯勒的OSM定位图

斯特朗凯勒的时区为UTC+01:00、UTC+02:00（夏令时）。

## 行政
斯特朗凯勒的邮政编码为46110，INSEE市镇编码为46312。

## 政治
斯特朗凯勒所属的省级选区为马尔泰勒县。

## 人口

1962-2008年间斯特朗凯勒人口变化图示

斯特朗凯勒于2022年1月1日时的人口数量为264人。